# Johann Michael von Deines
Johann Michael Deines, ab 1847 Ritter von Deines (* 18. Juni 1790 in Hanau; † 14. Dezember 1857 in Frankfurt/Main) war ein deutscher Unternehmer und Geheimer Finanzrat im Kurfürstentum Hessen.

## Leben
Johann Michael Deines wurde als Sohn des Kommerzienrats Johann Friedrich Deines (1754–1812) und dessen Gemahlin Petronella Müller (1756–1800) geboren. Er gründete eine Holzfabrik und führte ein erfolgreiches Unternehmen. So wurde er Kurhessischer Geheimer Finanzrat.
Er war in erster Ehe mit Wilhelmine Klein (1789–1833) verheiratet. Aus der Ehe stammte der Sohn Ludwig (1818–1901, Abgeordneter des Kurhessischen Kommunallandtages). In zweiter Ehe war er mit Wilhelmines Schwester Karoline (1807–1890) verheiratet. Diese Ehe brachte die Söhne Konrad Leopold (1836–1901) und Leopold Georg Ludwig (1838–1892) hervor. Konrad Leopold war Dr. jur. und mit Karoline Klein (1843–1930) verheiratet. Ihr Sohn war Karl Leopold Deines, Landrat in den Kreisen Rosenberg und Naumburg.

## Auszeichnungen
- 1. September 1847 österreichischer Adels- und Ritterstand